# Ирландия на «Евровидении-2004»
На Евровидении 2004 Ирландию представил Крис Доран с песней If My World Stopped Turning. Ирландия заняла 22 место с 7 баллами (все 7 баллов были получены от Великобритании). Максимальное количество баллов (12) Ирландия присудила Швеции.
Очки, выставленные Ирландией другим странам:
| Страна              | Количество баллов |
| ------------------- | ----------------- |
| Украина             | 7                 |
| Сербия и Черногория | 3                 |
| Греция              | 5                 |
| Турция              | 1                 |
| Кипр                | 10                |
| Швеция              | 12                |
| Албания             | 2                 |
| Германия            | 4                 |
| Мальта              | 6                 |
| Великобритания      | 8                 |